# Nina Žižić
Nina Žižić (Nikšić, 20. travnja 1985.) crnogorska je pop pjevačica. Karijeru je započela u grupi Negre. Zajedno sa grupom Who See predstavljala je Crnu Goru na Pjesmi Eurovizije 2013. sa pjesmom Igranka, na kojoj se nije plasirala u finale. Nastupati će na Pjesmi Eurovizije 2025. s pjesmom Dobrodošli.